# فری (فیلم ۲۰۲۳)
فَری (انگلیسی: Farrey) فیلم هندی دلهره‌آور سرقتی هندی-زبان است که در سال ۲۰۲۳ اکران گردید و کارگردان آن سومندرا پادی بود. بازیگران اصلی فیلم، اَلیزه آگنیهوتری در نقش محوری به همراه رونیت روی، ساحل مهتا، جوهی بابار و شیلپا شوکلا می‌باشند. این فیلم بازساخته رسمی از فیلم تایلندی نابغه بد (۲۰۱۷) است.
فیلم فَری اولین بار در پنجاه و چهارمین جشنواره بین‌المللی فیلم هند به نمایش درآمد و در روز ۲۴ نوامبر ۲۰۲۳ به صورت عمومی اکران گردید.